# Fyansford
Fyansford är en stadsdel i Geelongs västra utkanter. Den ligger i kommunen Greater Geelong och delstaten Victoria i Australien. Vid folkräkningen 2021 hade stadsdelen 1 206 invånare.